# Kazimierz Osmański
Kazimierz Osmański (ur. 3 marca 1913 w Toruniu, zm. 10 maja 2004 tamże) – wszechstronny polski sportowiec, trener hokejowy.

## Kariera sportowa
Kazimierz Osmański był sportowcem bardzo wszechstronnym, odnoszącym największe sukcesy w hokeju na lodzie, wyróżniającym się znakomitym szkoleniem technicznym i znakomitą jazdą na łyżwach. Przez całą karierę związany był z toruńskimi klubami. Karierę rozpoczął w TKS Toruń, potem reprezentował barwy kontynuatorów tradycji TKS-u: Gryfu Toruń i Pomorzanina Toruń. reprezentant kraju w tej dyscyplinie.
Oprócz hokeja na lodzie uprawiał także tenis stołowy (reprezentant kraju, 4. miejsce w konkursie drużynowym podczas mistrzostw świata 1938 w Londynie, mistrz Pomorza), piłkę nożną, siatkówkę, koszykówkę, lekkoatletykę (skoki i rzuty) i hokej na trawie.
W trakcie kariery określany pseudonimem Osa.

## Kariera trenerska
Kazimierz Osmański po zakończeniu kariery sportowej poświęcił karierze trenerskiej w hokeju na lodzie. W latach 1946–1958 oraz w 1963 roku był trenerem Pomorzanina Toruń, z którym w sezonie 1949/1950 brązowy medal mistrzostw Polski.
W międzyczasie prowadził wraz z Witalisem Ludwiczakiem seniorską reprezentację Polski na mistrzostwach świata 1955 rozgrywanych w RFN-ie, na których Biało-czerwoni zajęli 7. miejsce oraz w latach 1947–1956 był trenerem reprezentacji Polski U-19.

## Działacz sportowy
Kazimierz Osmański udzielał się również jako działacz sportowy. W czasie II wojny światowej należał do najważniejszych osób kontynuujących uprawianie hokeja na lodzie, dzięki jego działaniom ta dyscyplina sportu przetrwała wojnę. Był również w 1945 roku inicjatorem, a w latach 1968–1975 prezesem Kujawsko-Pomorskiego Okręgowego Związku Hokeja na Lodzie, przewodniczącym sekcji hokeja na lodzie Wojewódzkiej Federacji Sportu oraz inicjatorem i wiceprezesem społecznego komitetu budowy pierwszego sztucznego lodowiska w Toruniu – Tor-Tor, członkiem Wydziału Szkolenia PZHL (1949–1960, wieloletnim przewodniczącym Miejskiego Komitetu Kultury Fizycznej i Turystyki w Toruniu oraz prezesem Pomorzanina Toruń.

## Sukcesy trenerskie

### Pomorzanin Toruń
- Brązowy medal mistrzostw Polski: 1950

## Odznaczenia
Za swoją działalność sportową otrzymał szereg odznaczeń i medali, wyróżnień i okolicznościowych odznak.
- Odznaka „Zasłużony Działacz Kultury Fizycznej” (1953)
- Złota odznaka PZHL (1964)
- Medal "100-lecia Sportu Polskiego" (1967)
- Krzyż Kawalerski Orderu Odrodzenia Polski (1972)
- Medal "Za zasługi dla PZHL (1984)
- Honorowa odznaka PZŁF
- Honorowa odznaka PZPN
- Honorowa odznaka PZTS
- Honorowa odznaka PZPS
- Honorowa odznaka PZKosz
- Honorowa odznaka PZPC
- Honorowa odznaka PZKol
- Honorowa odznaka PZLA
- Honorowa odznaka PZS
- Honorowa odznaka TKKF

## Życie prywatne
Żonaty. Jedną z córek Kazimierza Osmańskiego była Grażyna Kostrzewińska (ur. 1950) – łyżwiarka figurowa, olimpijka 1972 w Sapporo. Zmarł 10 maja 2004 roku w Toruniu.

## Upamiętnienie
Dnia 27 listopada 2010 roku w Toruniu ulica łącząca ul. Bema ze Stadionem Miejskim im. Grzegorza Duneckiego została nadana imieniem Kazimierza Osmańskiego.